# Dainius Pavalkis

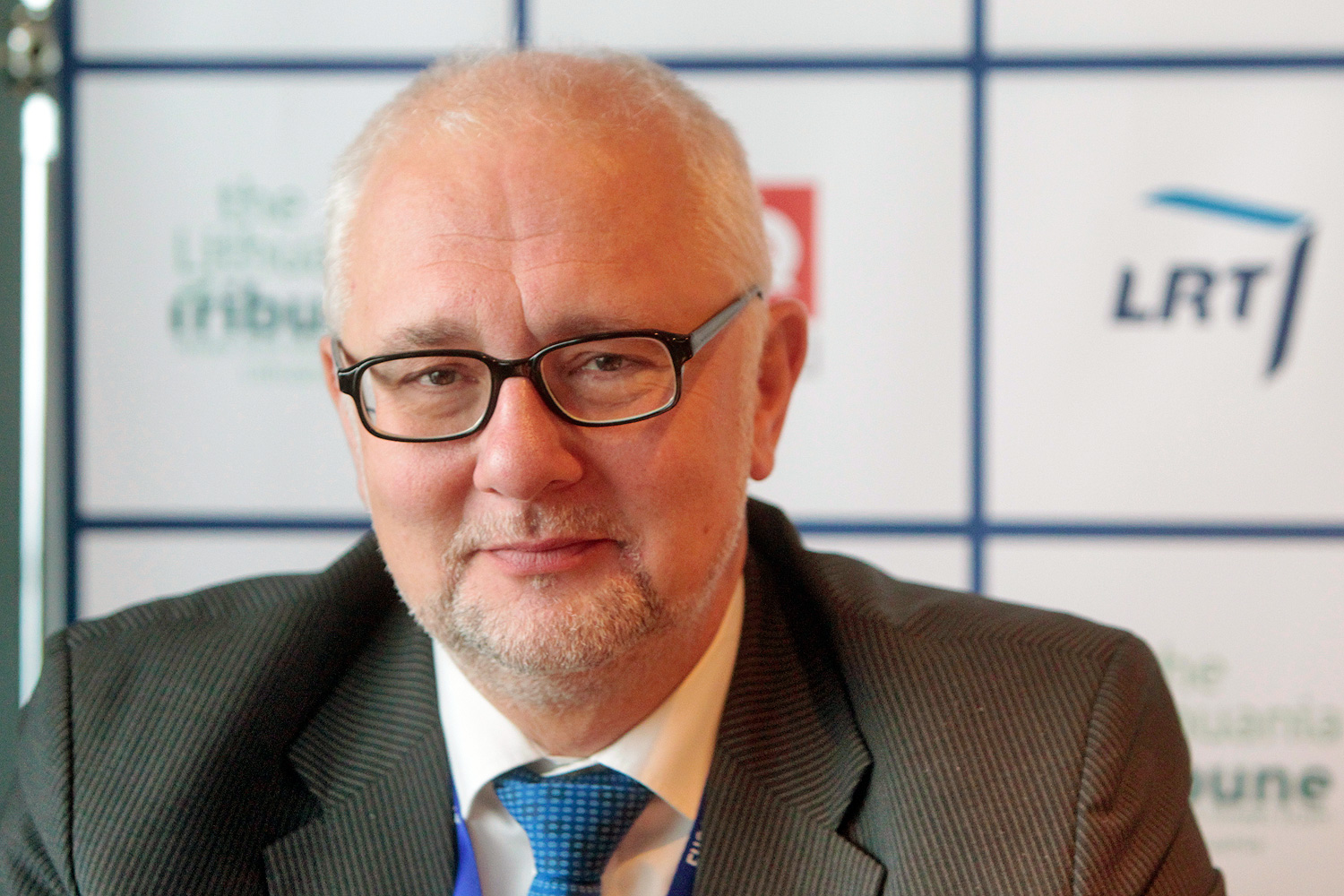
Dainius Pavalkis 2014

Dainius Pavalkis (*  1960 in Kaunas) ist ein litauischer Proktologe, Professor und ehemaliger Politiker, von 2012 bis 2015 Bildungsminister Litauens.

## Leben
Nach dem Abitur 1978 an der Aleksonis-Mittelschule in Žaliakalnis absolvierte Pavalkis 1984 das Studium der Medizin am Kauno medicinos institutas (KMI) und promovierte am Institut für Proktologie in Moskau. Ab 1981 arbeitete er im zweiten Krankenhaus von Kaunas und ab 1986 am KMI als Assistent, Oberassistent, Dozent und seit 2006 als Professor. 1997 bis 2010 war er Leiter des Sektors für Koloproktologie an der Chirurgieklinik von KMU. 1995 wurde er Oberchirurg an den Universitätskliniken Kaunas.
Vom Dezember 2012 bis Mai 2015 war Pavalkis litauischer Bildungs- und Wissenschaftsminister im Kabinett Butkevičius. Pavalkis wurde  von der litauischen Präsidentin Dalia Grybauskaitė ernannt und entlastet.
Pavalkis war Mitglied der Partei Naujoji sąjunga und ab 2011 der Darbo partija.
Pavalkis ist verheiratet mit der Architektin Edita. Sie haben den Sohn Gintautas und die Tochter Dainora.